# Charops brachypterus
Charops brachypterus är en stekelart som först beskrevs av Cameron 1897.  Charops brachypterus ingår i släktet Charops och familjen brokparasitsteklar. Inga underarter finns listade i Catalogue of Life.